# Championnat de Suisse de hockey sur glace 1926-1927
Saison précédente Saison suivante
La saison 1926-1927 est la 18e saison du championnat de Suisse de hockey sur glace.

## Championnat national

### Qualification Est
- 25 décembre 1926 à Saint-Moritz : HC Saint-Moritz - HC Davos 1-2

Le Akademischer EHC Zürich est forfait.

### Qualifications Ouest
Elles se déroulent le 19 décembre 1926 à Château-d'Œx.

#### Demi-finales
- HC Rosey Gstaad - Star Lausanne HC 15-0
- HC Château-d'Œx - HC Caux 13-1

#### Finale romande
- HC Château-d'Œx - HC Rosey Gstaad 1-5

### Finale
Elle se dispute le 2 janvier 1927, à Gstaad :
- HC Rosey Gstaad - HC Davos 1-7

Devant 1 200 spectateurs,, Davos remporte le 2e titre de son histoire, le 2e consécutivement.

## Série B

### Qualifications
Elles se disputent le 9 janvier 1927, à La Chaux-de-Fonds, Wengen et Pontresina.

#### Zone Ouest
- HC Rosey Gstaad II - Olympic La Chaux-de-Fonds 4-1
- HC Rosey Gstaad II - HC La Chaux-de-Fonds II 11-0
- Olympic La Chaux-de-Fonds - HC La Chaux-de-Fonds II 7-1

| Clt   | Équipe                    | PJ | V | D | N | BP | BC | Diff | Pts |
| ----- | ------------------------- | -- | - | - | - | -- | -- | ---- | --- |
| +001, | HC Rosey Gstaad II        | 2  | 2 | 0 | 0 | 15 | 1  | +14  | 4   |
| +002, | Olympic La Chaux-de-Fonds | 2  | 1 | 1 | 0 | 8  | 5  | +3   | 2   |
| +003, | HC La Chaux-de-Fonds II   | 2  | 0 | 2 | 0 | 1  | 18 | -17  | 0   |

- En gras : qualifié pour les finales

#### Zone Centre
- HC Davos II - HC Saint-Moritz II 8-1

#### Zone Est
- SC Wengen - Grasshopper Club Zurich 1-0

### Finale
Elle se joue le 13 février 1927, à Davos :
- HC Davos II - HC Rosey Gstaad II 0-3

## Championnat international suisse
Ne limitant pas le nombre de joueurs étrangers, ce championnat n'est pas pris en compte pour le palmarès actuel des champions de Suisse.

### Zone Ouest

#### Groupe I
Le 15 janvier 1927, à Château-d'Œx :
- HC Château-d'Œx - Star Lausanne HC 7-1

#### Groupe II
Le 16 janvier 1927, à Gstaad :
- HC Rosey Gstaad - Lausanne HC 27-0
- HC Rosey Gstaad - HC La Chaux-de-Fonds 7-1
- HC La Chaux-de-Fonds - Lausanne HC 7-0

| Clt   | Équipe               | PJ | V | D | N | BP | BC | Diff | Pts |
| ----- | -------------------- | -- | - | - | - | -- | -- | ---- | --- |
| +001, | HC Rosey Gstaad      | 2  | 2 | 0 | 0 | 34 | 1  | +33  | 4   |
| +002, | HC La Chaux-de-Fonds | 2  | 1 | 1 | 0 | 8  | 7  | +1   | 2   |
| +003, | Lausanne HC          | 2  | 0 | 2 | 0 | 0  | 34 | -34  | 0   |

- En gras : qualifié pour la finale Ouest

#### Finale Ouest
Le 23 janvier 1927, à Gstaad :
- HC Rosey Gstaad - HC Château-d'Œx 3-2 a. p.

### Zone Est
Le 6 février 1927, à Davos et le 19, à Saint-Moritz : :
- HC Davos - HC Saint-Moritz 3-3 a. p.
- HC Saint-Moritz - HC Davos 0-3 (forfait)

### Finale
Le 20 février 1927, à Davos, devant 1 500 spectateurs :
- HC Davos - HC Rosey Gstaad 2-1